# Gabriele Buschmeier
Gabriele Buschmeier (* 13. März 1955 in Schloss Neuhaus bei Paderborn; † 14. Juli 2020) war eine deutsche Musikwissenschaftlerin und seit 2012 Vizepräsidentin der Verwertungsgesellschaft Musikedition.
Buschmeier studierte an den Universitäten Köln, Mainz und Paris Germanistik, Geschichte und Musikwissenschaft. Nach ihrer Promotion mit einer Arbeit über „Die Entwicklung von Szene und Arie in der französischen Oper von Gluck bis Spontini“ wurde sie Mitarbeiterin, später Projektleiterin der Gluck-Gesamtausgabe. Seit 1994 wirkte sie als leitende Referentin für die Koordinierung der musikwissenschaftlichen Editionen in der Akademie der Wissenschaften und der Literatur in Mainz.
Gabriele Buschmeier starb nach schwerer Krankheit am 14. Juli 2020 im Alter von 65 Jahren.

## Ehrenämter
- Präsidiumsmitglied des Landesmusikrats Rheinland-Pfalz
- Mitglied im Rundfunkrat des SWR
- Schatzmeisterin der Gesellschaft für Musikforschung
- Kuratoriumsmitglied der Villa Musica